# Cucumis engleri
Cucumis engleri là một loài thực vật có hoa trong họ Cucurbitaceae. Loài này được (Gilg) Ghebret. & Thulin mô tả khoa học đầu tiên năm 2007.